# Mordellistena sanguinicollis
Mordellistena sanguinicollis es una especie de coleóptero de la familia Mordellidae.

## Distribución geográfica
Habita en Panamá.